# Valdoir
Valdoir Marques de Souza (ur. 3 czerwca 1958 w Pelotas, zm. 30 lipca 2016) – piłkarz brazylijski występujący podczas kariery na pozycji prawego obrońcy.

## Kariera klubowa
Karierę piłkarską Valdoir zaczął w klubie Grêmio Porto Alegre w 1978. W lidze brazylijskiej zadebiutował 26 marca 1978 w zremisowanym 2-2 meczu z SER Caxias. Z Grêmio zdobył mistrzostwo stanu Rio Grande do Sul – Campeonato Gaúcho w 1979. W 1979 występował krótko w EC Bahia.
W latach 1980–1982 był kolejno zawodnikiem Figueirense FC, Coritibie oraz Joaçabie. W latach 1984–1985 występował w Brasil Pelotas. W barwach Brasil Valdoir 21 kwietnia 1985 w wygranym 0-1 meczu z Brasília FC wystąpił po raz ostatni w lidze. Ogółem w latach 1978–1985 w lidze brazylijskiej Valdoir rozegrał 25 spotkań, w których zdobył bramkę.

## Kariera reprezentacyjna
Valdoir występował w olimpijskiej reprezentacji Brazylii. W 1979 uczestniczył w Igrzyskach Panamerykańskich, na których Brazylia zdobyła złoty medal. Na turnieju w San Juan wystąpił we wszystkich pięciu meczach Gwatemalą, Kubą, Kostaryką, Portoryko i ponownie z Kubą.